# Oleg Kuznecov (taekwondoka)
Oleg Vladimirovič Kuznecov (in russo Олег Владимирович Кузнецов?; 14 agosto 1989) è un taekwondoka russo.

## Palmarès
- Europei

Kazan 2018: bronzo nei +87 kg.